# 성대토양
성대토양(成帶土壤)은 1938년 미국 농무부에서 분류한 토양의 범주 중 하나로, 이 분류의 성대성토양목(成帶成土壤目)을 이룬다. 기후대를 따라 발달되어, 다른 토양 생성 인자의 영향보다 기후와 식생의 영향을 뚜렷이 받아 형성된 토양이다. 수평적으로는 위도에 따라, 수직적으로는 해발고도에 따라 나타난다.

## 종류
- 라테라이트: 열대 기후(A) 지역에 분포한다.
- 적색토: 아열대 기후 지역에 분포한다.
- 사막토: 사막 기후(BW) 지역에 분포한다.
- 초르노젬: 스텝 기후(BS) 지역에 분포한다.
- 밤색토: 스텝 기후(BS) 지역에 분포한다.
- 갈색토: 온대 기후(C) 지역에 분포한다.
- 포드졸: 냉대 기후(D) 지역에 분포한다.
- 툰드라토: 툰드라 기후(ET) 지역에 분포한다.

## 같이 보기
- 간대토양